# Daptrius ater
Daptrius ater е вид птица от семейство Соколови (Falconidae), единствен представител на род Daptrius.

## Разпространение
Видът е разпространен в Боливия, Бразилия, Венецуела, Гвиана, Еквадор, Колумбия, Перу, Суринам и Френска Гвиана.